# Глубоководный морской слизень
Глубоководный морской слизень (лат. Pseudoliparis amblystomopsis) — вид глубоководных лучепёрых рыб из семейства липаровых (Liparidae).
Вид был впервые классифицирован лишь в 1955 году советским ихтиологом А. П. Андрияшевым.
Pseudoliparis amblystomopsis считается самой глубоководной рыбой из известных науке, хотя экземпляры вида Abyssobrotula galatheae в 1970 году были обнаружены на глубине более 8 км. Примерно на такой же глубине удалось поймать и экземпляры рода Bassogigas (7965 м). В 2008 году сотрудникам Абердинского университета совместно с японскими учёными в Японской впадине удалось заснять на видео группу морских слизней длиной около 30 см на глубине 7703 м. В декабре 2014 года на глубине 8145 м был заснят другой вид морских слизней. В апреле 2023 года учёные университета Западной Австралии и Токийского университета морских наук и технологий объявили об обнаружении морского слизня на дне Идзу-Бонинского жёлоба на глубине 8336 метров. На момент публикации это была самая глубоководная рыба.